# Спортивная гимнастика на летних Олимпийских играх 1964

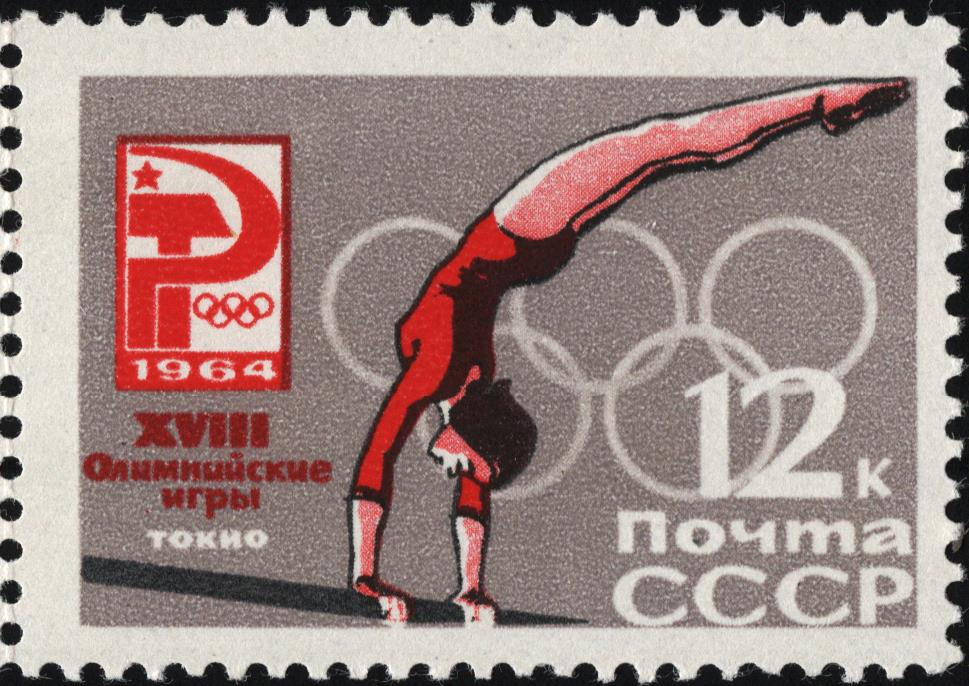
Почтовая марка

Соревнования по спортивной гимнастике на летних Олимпийских играх 1964 года проводились в Токийском дворце спорта среди мужчин и женщин.
Лариса Латынина завоевала 6 медалей во всех 6 видах программы, включая два золота. Латынина довела общее количество своих олимпийских медалей до 18 (включая 9 золотых), что до сих пор является абсолютным рекордом среди женщин в истории Олимпийских игр как по общему количеству медалей, так и по количеству золотых. Среди мужчин достижение Латыниной в XXI веке превзошёл американский пловец Майкл Фелпс (28 медалей, включая 23 золотые).

## Общий медальный зачёт
| Место | Страна                          | Золото | Серебро | Бронза | Всего |
| ----- | ------------------------------- | ------ | ------- | ------ | ----- |
| 1     | Япония                          | 5      | 4       | 1      | 10    |
| 2     | СССР                            | 4      | 10      | 5      | 19    |
| 3     | Чехословакия                    | 3      | 1       | 0      | 4     |
| 4     | Италия                          | 1      | 1       | 1      | 3     |
| 5     | Югославия                       | 1      | 0       | 1      | 2     |
| 6     | Объединённая германская команда | 0      | 1       | 1      | 2     |
| 6     | Венгрия                         | 0      | 1       | 1      | 2     |
| 8     | Финляндия                       | 0      | 0       | 1      | 1     |

## Медалисты

### Мужчины
| Дисциплина           | Золото                                                                                              | Серебро                                                                                               | Бронза |
| -------------------- | --------------------------------------------------------------------------------------------------- | --- | --- |
| Командное первенство | Япония · Юкио Эндо · Такудзи Хаята · Такаси Мицукури · Такаси Оно · Сюдзи Цуруми · Харухиро Ямасита | СССР · Виктор Лисицкий · Борис Шахлин · Сергей Диомидов · Виктор Леонтьев · Юрий Цапенко · Юрий Титов | Объединённая германская команда · Зигфрид Фюлле · Филипп Фюрст · Гюнтер Лис · Эрвин Коппе · Клаус Кёсте · Петер Вебер |
| Многоборье           | Юкио Эндо Япония                                                                                    | Виктор Лисицкий СССР                                                                                  | не присуждалась |
| Многоборье           | Юкио Эндо Япония                                                                                    | Борис Шахлин СССР                                                                                     | не присуждалась |
| Многоборье           | Юкио Эндо Япония                                                                                    | Сюдзи Цуруми Япония                                                                                   | не присуждалась |
| Вольные упражнения   | Франко Меникелли Италия                                                                             | Юкио Эндо Япония                                                                                      | не присуждалась |
| Вольные упражнения   | Франко Меникелли Италия                                                                             | Виктор Лисицкий СССР                                                                                  | не присуждалась |
| Конь                 | Мирослав Церар Югославия                                                                            | Сюдзи Цуруми Япония                                                                                   | Юрий Цапенко СССР |
| Кольца               | Такудзи Хаята Япония                                                                                | Франко Меникелли Италия                                                                               | Борис Шахлин СССР |
| Опорный прыжок       | Харухиро Ямасита Япония                                                                             | Виктор Лисицкий СССР                                                                                  | Ханну Рантакари Финляндия                                                                                             |
| Брусья               | Юкио Эндо Япония                                                                                    | Сюдзи Цуруми Япония                                                                                   | Франко Меникелли Италия                                                                                               |
| Перекладина          | Борис Шахлин СССР                                                                                   | Юрий Титов СССР                                                                                       | Мирослав Церар Югославия                                                                                              |

### Женщины
| Дисциплина           | Золото | Серебро | Бронза |
| -------------------- | --- | --- | --- |
| Командное первенство | СССР · Елена Волчецкая · Полина Астахова · Людмила Громова · Тамара Замотайлова · Лариса Латынина · Тамара Манина | Чехословакия · Вера Чаславска · Марианна Крайчирова · Яна Познерова · Гана Ружичкова · Ярослава Седлачкова · Адольфина Ткачикова | Япония · Кэйко Танака-Икэда · Тосико Сирасу-Аихара · Киёко Оно · Танико Накамура-Мицукури · Гинко Абукава-Тиба · Хироко Цудзи |
| Многоборье           | Вера Чаславска Чехословакия                                                                                       | Лариса Латынина СССР | Полина Астахова СССР |
| Опорный прыжок       | Вера Чаславска Чехословакия                                                                                       | Лариса Латынина СССР Биргит Радохла Объединённая германская команда                                                              | не присуждалась |
| Брусья               | Полина Астахова СССР                                                                                              | Каталин Макраи Венгрия | Лариса Латынина СССР |
| Бревно               | Вера Чаславска Чехословакия                                                                                       | Тамара Манина СССР | Лариса Латынина СССР |
| Вольные упражнения   | Лариса Латынина СССР                                                                                              | Полина Астахова СССР | Анико Дуца Венгрия |